# CivCity: Rome
CivCity: Rome is een simulatiespel ontwikkeld door Firefly Studios en Firaxis. In het spel bouwt de speler een stad ten tijde van het Romeinse Rijk.

## Gameplay
Het spel heeft twee soorten modi: een sandbox-modus en een missie-modus (campaign). De campaign-modus begint wanneer de speler, een ingenieur, gehuurd wordt om iets te bouwen. De speler krijgt meer mogelijkheden om zich te bewijzen. Hij ontmoet onderweg historische figuren zoals Crassus en Julius Caesar.
In elke campagne wordt de speler gegroet door een patriciër. In het midden kan de speler kiezen om oorlogsmissies uit te voeren, waarbij hij moet vechten, of vredevolle missies zonder kans op een invasie.
Het speelveld wordt isometrisch weergegeven.

## Ontvangst
| Beoordeeld door                | Jaar | Score |
| ------------------------------ | ---- | ----- |
| Deaf Gamers                    | 2006 | 85%   |
| IGN                            | 2006 | 82%   |
| PC Powerplay                   | 2006 | 80%   |
| ActionTrip                     | 2006 | 80%   |
| PC Games (Duitsland)           | 2006 | 71%   |
| PC Gameplay (Benelux)          | 2006 | 70%   |
| Gamigo                         | 2006 | 70%   |
| GameSpy                        | 2006 | 70%   |
| 4Players.de                    | 2006 | 67%   |
| GameSpot (Belgium/Netherlands) | 2006 | 66%   |
| Jeuxvideo.com                  | 2006 | 65%   |
| PC Action                      | 2006 | 65%   |
| Play.tm                        | 2006 | 63%   |
| GameCell UK                    | 2007 | 60%   |
| GamingExcellence               | 2006 | 55%   |
| DarkZero                       | 2006 | 52%   |